# Orionov krak
Orionov krak, Mjesni krak (eng. Orion Arm, Local Arm, Orion Spur, rus. Рукав Ориона, Местный рукав, Шпора Ориона, fra. bras spiral d'Orion, bras local), spiralni krak naše galaktike Kumove slame. U Orionovu kraku nalazi se naša zvijezda Sunce, na njegovu povlačnu rubu.